# Kauczuk syntetyczny
Kauczuk syntetyczny – ogólna nazwa wszystkich kauczuków, otrzymywanych na drodze sztucznej syntezy chemicznej. Stanowi podstawowy składnik sztucznej gumy. Spotyka się je także w elastycznych żelach, sztucznych piankach, wykorzystuje się je do produkcji elastycznych tkanin, lin i wielu innych zastosowań. W 1963 r. światowa produkcja kauczuku syntetycznego po raz pierwszy przewyższyła produkcję kauczuku naturalnego.

## Historia syntezy w Polsce
W 1935 r. zespół inżyniera Wacława Szukiewicza z Chemicznego Instytutu Badawczego przeprowadził udaną próbę syntezy sztucznego kauczuku. Kauczuk ten zwany KER-em w 1937 r. zaczęto produkować na skalę półprzemysłową. W sierpniu 1938 roku uruchomiono Zakłady Chemiczne S.A. „Dębica” (obecnie Tikkurila Polska SA w Dębicy, pierwszą polską i czwartą na świecie (po USA, Niemczech i ZSRR) fabrykę kauczuku syntetycznego. W 1938 roku podjęto również unikalną produkcję kauczuku syntetycznego z alkoholu w Zakładach Chemicznych w Kutnie (obecnie Polmos). Jeden ze współwłaścicieli tej firmy dr inż. Mieczysław Rotstein (w USA pisany jako Rosten) po przerzuceniu przez wywiad brytyjski do USA, kontynuował dalsze badania w tej dziedzinie  w Kanadzie i w USA.

## Podział
Rodzaje syntetycznych kauczuków:
- kauczuki dienowe:
  - polibutadien - podstawa gumy typu BuNa, najbardziej masowo stosowany kauczuk syntetyczny
  - poliizopren - kosztowniejszy od polibutadienu, ale posiadający lepsze własności - zbliżone do kauczuku naturalnego
  - kopolimery poli(butadien-co-styren) - podstawa tzw. gum styrenowych, twardszych, ale też bardziej kruchych od BuNy
  - polichloropren - z którego produkuje się m.in. pianki dla nurków.
  - kopolimer akrylonitrylo-butadienowy - tzw. kauczuk nitrylowy, odporny na działanie olejów i benzyny
- kauczuki inne:
  - poliuretany - z którego produkuje się pianki elastyczne, stosowane w meblarstwie, przemyśle samochodowym i obuwniczym
  - poliestry - z których wiele posiada własności elastyczne i jest stosowane jako pianki zamiennie z poliuretanami
  - poliamidy elastyczne
  - kauczuki silikonowe - stosowane w medycynie, przemyśle elektronicznym, motoryzacyjnym i wielu innych.

Z praktycznego punktu widzenia kauczuki syntetyczne dzieli się na:
- wulkanizowane na gorąco (HTV) - które przekształca się w gumę z użyciem środków sieciujących w wysokiej temperaturze, często z zastosowaniem kalandrów - są one zwykle stosowane do produkcji gumy wielkotonażowej
- wulkanizowane na zimno (RTV) - które przekształca się w gumę poprzez proste zmieszanie ciekłego kauczuku ze środkiem sieciującym - co umożliwia formowanie przedmiotów w warunkach niemal domowych
- formowane przez reaktywny wtrysk (RIM) - w których prepolimer, który właściwie nie jest jeszcze kauczukiem jest mieszany w trakcie formowania z innym prepolimerem i środkiem sieciującym - w wyniku czego w samej formie zachodzi jednocześnie wulkanizacja i polimeryzacja co umożliwia produkcję elastycznych kształtek o bardzo dużych rozmiarach i złożonych kształtach - tego rodzaju kauczuki są stosowane zwłaszcza w przemyśle motoryzacyjnym.